# يوكا أندو
يوكا أندو (باليابانية: 遠藤由華؛ بالكانا: えんどう ゆか) هي لاعبة جمباز إيقاعي يابانية، ولدت في 30 سبتمبر 1991.

## وصلات خارجية
- يوكا أندو على موقع الاتحاد الدولي للجمباز (licence) (الإنجليزية)
- يوكا أندو على موقع أوليمبيديا (الإنجليزية)